# Donnchad mac Dúnlainge
Donnchad mac Dúnlainge (mort en 1036) est un roi de Leinster  du sept Uí Muiredaig issu des Uí Dúnlainge une lignée royale du Laigin. Il règne de 1024 à 1033.

## Règne
Donnchad mac Dúnlainge est le troisième des fils de Dúnlaing mac Tuathal à régner sur le Leinster. Après le meurtre de son frère Augaire mac Dúnlainge tué en 1024 par Donn Sléibe mac de Máel Mórda, roi du sept rival Uí Fáeláin, le meurtrier est éliminé par le sept Uí Muiredaig et il accède au trône. Bien que le  Livre de Leinster lui accorde un règne de 15 ans, en 1033 il est déposé par Donnchad mac Gilla Pátraic le roi d'Osraige qui s'empare du trône de Leinster. Donnchad mac Dúnlainge est aveuglé et meurt des suites de son supplice trois ans plus tard à Castledermot,

## Articles liés
- Liste des rois de Leinster

## Sources primaires
- Livre de Leinster,Rig Laigin et Rig Hua Cendselaig sur CELT: Corpus of Electronic Texts at University College Cork
- Annales d'Ulster sur CELT: Corpus of Electronic Texts at University College Cork

## Sources secondaires
- (en) T.W Moody, F.X. Martin, F.J. Byrne, A New History of Ireland IX Maps, Genealogies, Lists. A companion to Irish History part II, Oxford, Oxford University Press, 2011, 690 p. (ISBN 978-0-19-959306-4), p. 134 & 200 Kings of Leinster to 1171
- (en) Francis John Byrne, Irish Kings and High-Kings, Dublin, Four Courts Press, 2001, 341 p. (ISBN 978-1-85182-196-9)